# Domingos de Gusmão
Domingos de Gusmão (Caleruega, Reino de Castela, 24 de junho de 1170 — Bolonha, 6 de agosto de 1221) foi um frade e santo católico fundador da Ordem dos Pregadores, cujos membros são conhecidos como Frades Dominicanos.

## Biografia
Filho de Joana de Aza e Félix de Gusmão, Domingos nasceu na zona de fronteira do Reino de Castela. Seus pais pertenciam à pequena nobreza guerreira, encarregada de assegurar as praças militares da fronteira com o sul dominado ainda pelos muçulmanos.
Domingos, que teve desde cedo inclinação para a vida religiosa, vai em 1189 estudar para Palência, tornando-se membro do cabido da sua diocese natal, Osma, em 1196, após a conclusão dos estudos.
Em 1203, o rei de Castela solicita ao bispo de Osma que negocie e traga uma princesa da Dinamarca para se tornar esposa do seu filho. Domingos, então, partiu como companheiro de viagem de seu bispo, Diogo. Durante a viagem, Domingos ficou para sempre impressionado com o desconhecimento da doutrina cristã dos povos da Europa do norte, tornando-se-lhe evidente a necessidade de evangelizar aqueles povos, em especial os cumanos.
Em 1205, Domingos e Diogo, para conclusão do objetivo inicial, realizaram nova missão ao norte da Europa, tendo também efetuado uma peregrinação a Roma e a Cister. No sul da França, junto a Montpellier, encontraram legados do Papa que pregavam contra as heresias dos Albigenses, ou Cátaros. Esse grupo afirmava que dois princípios dividiam o Universo: o princípio bom, espiritual, e o princípio mau, material. O homem era a junção dos dois princípios, um anjo aprisionado num corpo. O dever do homem seria aproximar-se da verdade tendo como fator mediante a razão. De 1119, quando a heresia foi condenada no Concílio de Toulouse, até 1179, Roma contentou-se em enviar pregadores para a região, sem obter muito sucesso. Somente em 1209, após campanha militar de 20 anos, iniciada pela Igreja Católica, foram os cátaros quase que totalmente eliminados.
Diogo e Domingos, perante a evidência das dificuldades sentidas na missão dos legados papais, convencem-nos a adotar uma estratégia de simplicidade ao estilo apostólico e mendicante, pois que os legados, até aí, deslocavam-se com grande pompa, criados e riquezas. Os legados deixam-se convencer, despachando para casa tudo o que fosse supérfluo, na condição de que Diogo e Domingos os acompanhassem e os dirigissem na missão, que esses fizeram. O Papa Inocêncio III, descobrindo virtudes nessa nova forma de pregação, aprova-a e manda Diogo e Domingos para a “santa pregação”. Diogo, sendo bispo, por razão das suas responsabilidades e não podendo ficar muito mais tempo naquela região, regressou à sua diocese, falecendo pouco tempo depois. Domingos continuou na região, muitas vezes sozinho.

## A pregação e o início da Ordem

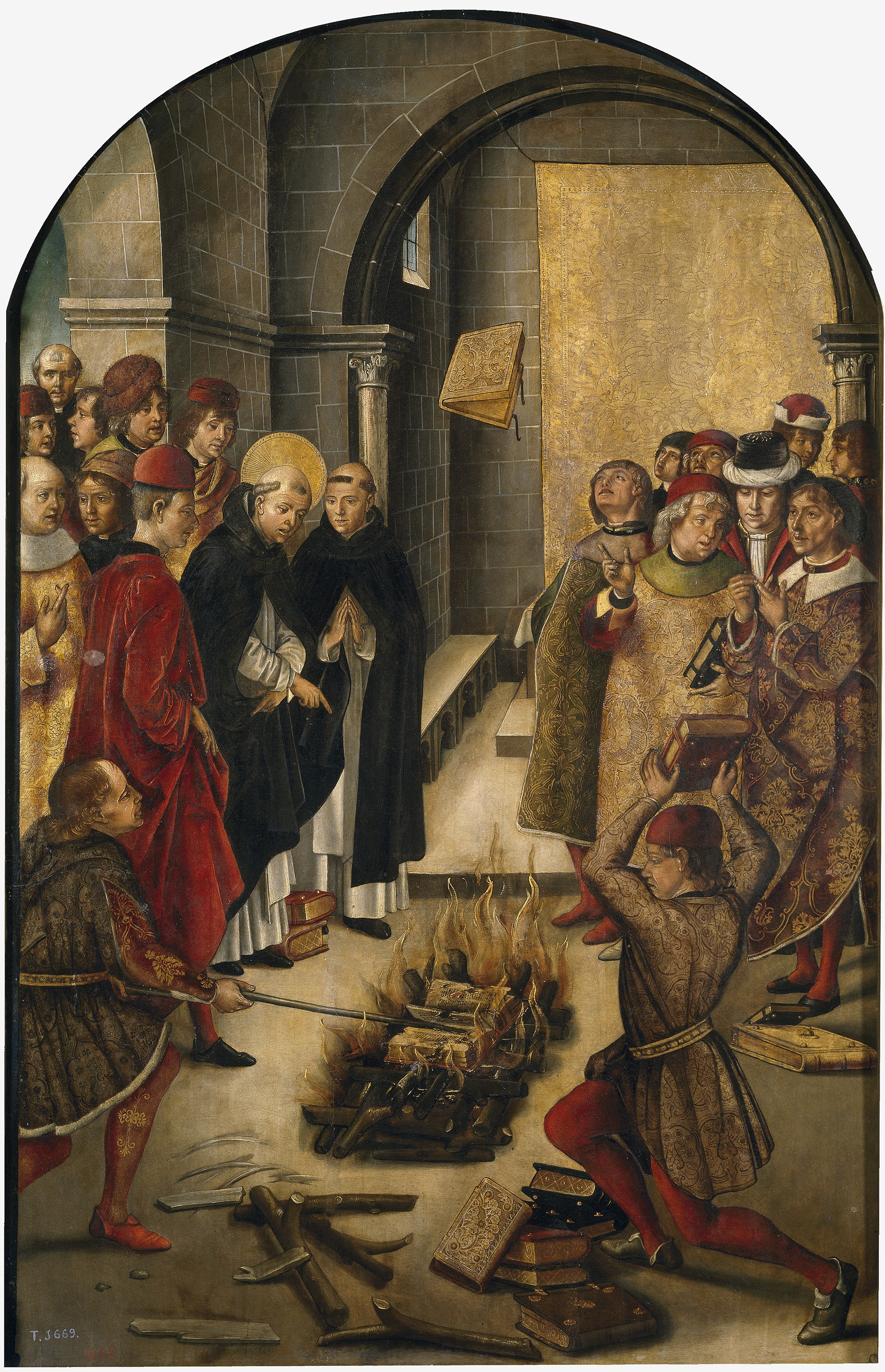
. Esta pintura do século XV por Pedro Berruguete mostra a lenda de São Domingos de Gusmão e seu opositor albigense disputante jogando seus livro no fogo. O livro de são Domingos teria, miraculosamente, pulado do fogo.

Em 1206, um grupo de mulheres convertidas do catarismo por Domingos pede-lhe apoio e ele encontra uma casa para elas morarem em Prouille, dá-lhes uma regra de vida simples, de oração e reclusão, no que veio a ser a primeira comunidade religiosa dominicana de monjas de clausura. Domingos encarava essa comunidade como “ponto de apoio à santa pregação”, pois que aquelas religiosas, por intermédio da oração, seriam o apoio dos pregadores.Em 1208, encontra-se completamente sozinho na missão de pregar pelas localidades do sul de França. Em 1210, está na região de Toulouse, palco de violentos combates entre senhores feudais e heréticos cátaros.
Em 1214, está em Carcassonne onde assiste a duras batalhas entre as duas partes e onde começa a juntar-se um pequeno grupo de companheiros que com ele adoptam a vida de pregadores itinerantes. No mesmo ano, torna-se pároco de Fanjeaux, localidade junto a Prouille e à sua comunidade feminina.

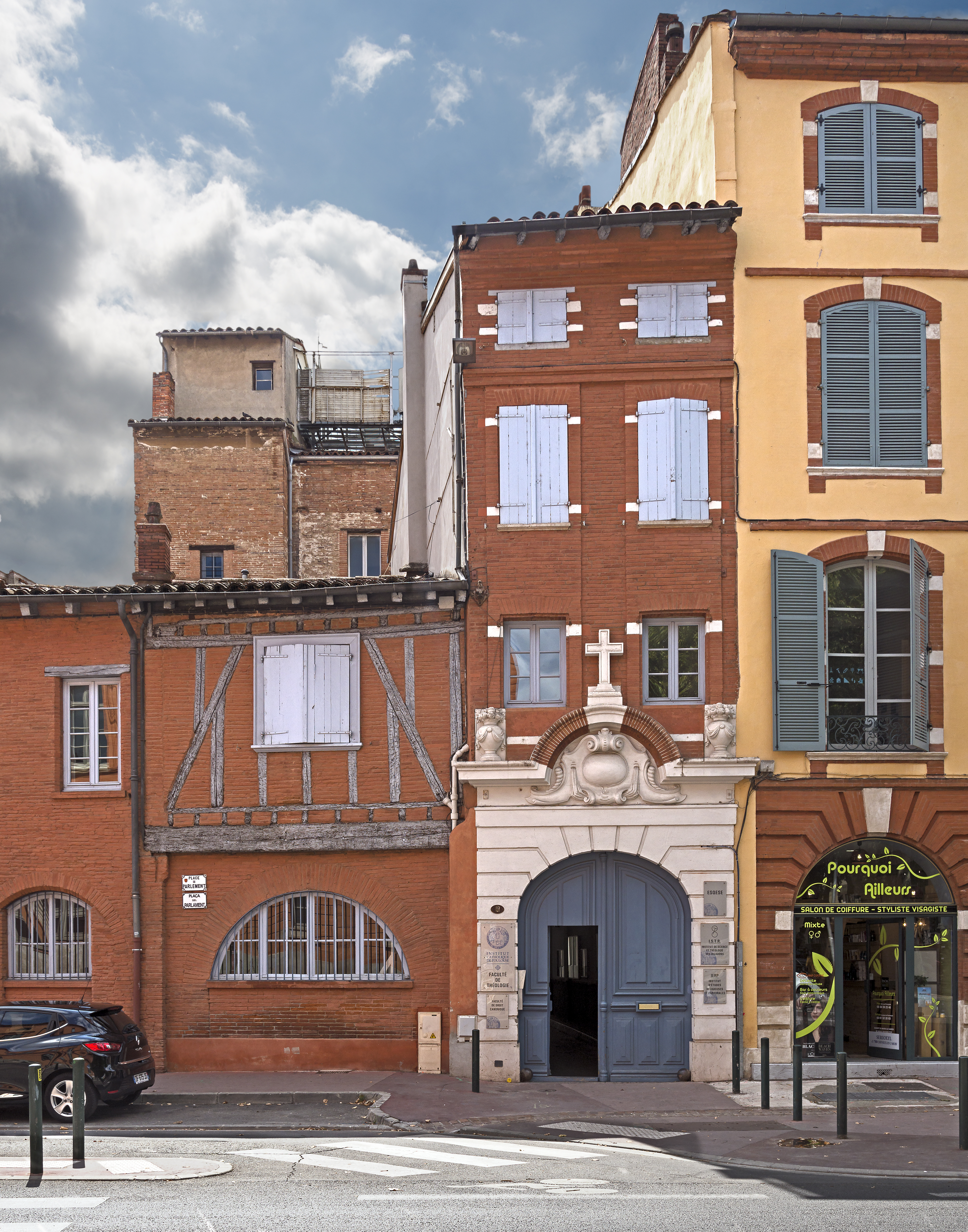
A casa religiosa de São Domingos em Toulouse, França.

Em 1215, em Toulouse, adopta uma regra de vida para a sua comunidade de pregadores, obtendo a aprovação do Bispo local. No entanto, seu objectivo era criar uma ordem religiosa que não ficasse restrita a um local, a uma diocese, mas sim que tivesse um mandato geral, por forma a poder actuar em todos os territórios onde fosse necessária a evangelização. Dirige-se nesse mesmo ano a Roma, onde decorria o Concílio de Latrão, por forma a obter o reconhecimento da sua Ordem. No entanto, o concílio, perante tantos e diferentes novos movimentos que surgiram um pouco por todo lado, e por forma a evitar a anarquia, decide proibir que sejam aceites novas ordens religiosas.
Aconselhado pelo Papa, e de regresso a Toulouse, Domingos e os seus companheiros estudam as várias Regras de vida religiosa já existentes e optam pela Regra de Santo Agostinho. Entretanto, o Papa Inocêncio III morre e Honório III torna-se Papa, sendo um admirador e amigo de Domingos e dos seus pregadores. Em 1216, Domingos volta a Roma com a sua Regra e a seu pedido, o Papa pede à Universidade de Paris o envio para Toulouse de alguns professores destinados ao ensino e à pregação. Entretanto, o Papa confirma a regra da Ordem dos Pregadores  como religiosos “totalmente dedicados ao anúncio da palavra de Deus”. Logo após o reconhecimento da Ordem, Domingos envia os seus primeiros discípulos, dois a dois, a fundar novas comunidades em Paris, Bolonha, Roma e a Espanha. Domingos acreditava que apenas o estudo profundo da Bíblia poderia dar os meios necessários para uma pregação eficaz. Assim, envia os seus irmãos para as principais cidades universitárias do seu tempo, por forma a não só adquirem os conhecimentos necessários, como para agirem e recrutarem novos membros entre as camadas estudantis e intelectuais do seu tempo.

## A aparição da Virgem Maria e a revelação do Santo Rosário

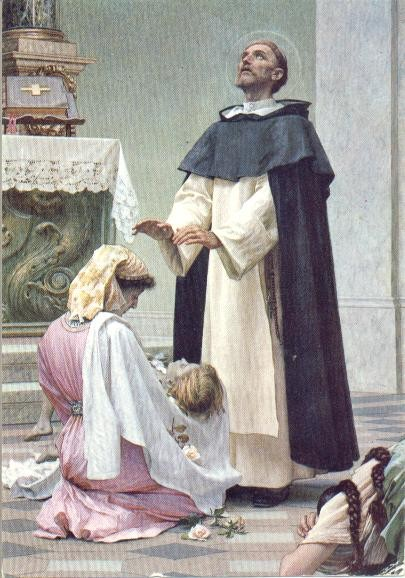
Domingos de Gusmão foi o grande propagador da oração do Santo Rosário e da devoção à Nossa Senhora do Rosário.

Em 1214, São Domingos estava na cidade de Toulouse, em França. Segundo tradições católicas, enquanto orava e fazia penitência pelos pecados dos homens, tendo passado três dias e três noites rezando e macerando o seu corpo com o objetivo de aplacar a cólera divina, parecia estar já morto pelas severas disciplinas quando a Virgem Maria lhe apareceu. Com Sua voz materna, disse-lhe:
«– Sabes tu, meu querido Domingos, de que arma se serviu a Santíssima Trindade para reformar o mundo?»
«– Ó Senhora! – respondeu ele, – Vós o sabeis melhor que eu, porque depois de vosso Filho, Jesus Cristo, fostes o principal instrumento de nossa Salvação.»
Respondeu-lhe Maria Santíssima:
«– Sabei que a peça principal da bateria foi a saudação angélica, que é o fundamento do Novo Testamento; e, portanto, se queres ganhar para Deus esses corações endurecidos, reza o meu saltério.»
Após a aparição mariana, São Domingos entrou na Catedral de Toulouse para reunir e falar aos fiéis, enquanto os sinos começaram a tocar sem qualquer intervenção humana. Quando o santo começou a pregar, uma espantosa tormenta se iniciou, houve um tremor de terra, o sol se velou, ouviram-se terríveis trovões e o céu iluminou-se de relâmpagos. Uma imagem de Nossa Senhora levantou três vezes os braços para pedir a Deus justiça para aqueles que não se arrependessem e recorressem à Sua proteção. São Domingos, perante tal fenómeno, orou das orações do Santo Rosário e, por fim, cessou a tormenta. Pôde ele, então, continuar tranquilamente a sua pregação, e fê-lo com tal zelo e ardor nas palavras que os habitantes da cidade abraçaram quase todos a devoção ao Rosário da Virgem Maria. Em pouco tempo, teria sido vista  uma substancial conversão de vida das pessoas.

## A fundação da Ordem religiosa
Em 1218, Domingos está em Roma, a visitar as novas casas, dirigindo-se depois para a Península Ibérica, onde um dos seus primeiros companheiros, o português Soeiro Gomes tinha fundado algumas casas. No principio de 1219, Domingos vai a Paris e posteriormente volta a Itália.

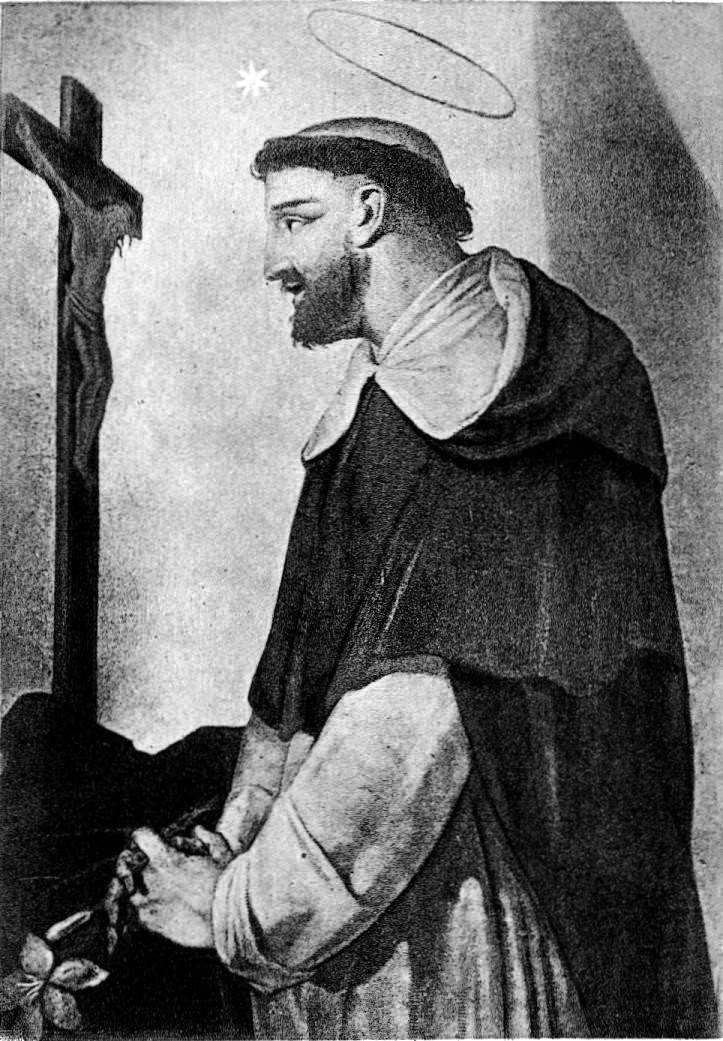
São Domingos em oração.

Em 1220, reúne em Bolonha o primeiro Capítulo da Ordem, fazendo-se algumas alteração às respectivas constituições canónicas, estando presentes dezenas de frades vindos de muitos pontos distantes da Europa. É adoptado o modelo de governo democrático, pelo qual todos os superiores de casas são eleitos por todos os membros da comunidade. Em 1221 funda em Roma o convento de monjas de São Sisto II e realiza o segundo Capítulo da Ordem no qual esta passou a estar organizada em províncias. O modelo democrático estende-se a toda a Ordem, mediante o qual para cada Capítulo Geral participam por direito os Priores Provinciais e delegados eleitos por todas as comunidades, sendo que o Mestre-geral da Ordem dos Pregadores é também eleito. São enviados irmãos pregadores para Inglaterra, Escandinávia, Polónia, Hungria e Alemanha.
Completamente desgastado pelo esforço, morre em 6 de Agosto, Bolonha. É canonizado em 1234 pelo Papa Gregório IX.

## Municípios em honra a São Domingos no Brasil
No Brasil, há 14 municípios fundados ou nomeados em homenagem a São Domingos de Gusmão. São eles:
- São Domingos (BA)
- São Domingos (GO)
- São Domingos (PB)
- São Domingos (SC)
- São Domingos (SE)
- São Domingos das Dores (MG)
- São Domingos do Araguaia (PA)
- São Domingos do Azeitão (MA)
- São Domingos do Capim (PA)
- São Domingos do Cariri (PB)
- São Domingos do Maranhão (MA)
- São Domingos do Norte (ES)
- São Domingos do Prata (MG)
- São Domingos do Sul (RS)